# Майя побеждает
«Майя побеждает» (англ. Making Maya) — американская драма 2003 года режиссёра Роллы Селбек.

## Сюжет
Майя окончила в школу, но в университет ей поступить не удалось. Её главное увлечение в жизни — баскетбол, и она постоянно играет на местной площадке с приятелем Марсом. В поединках два на два они всегда остаются победителями. Дома Майя ухаживает за матерью-алкоголичкой, которая почти всё время находится в забытьи.
Жизнь Майи меняется, когда на площадке она встречает Саманту. Они играют несколько матчей вместе. Саманта пробуждает в Майе неведомые ей ранее чувства. Она влюбляется, но Саманта принадлежит совсем к другому кругу, чем Майя, и постоянно пропадает из виду.
Марс предлагает Майе поучаствовать в местных соревнованиях, по результатам которых лучшие игроки могут получить приглашение в баскетбольные команды. И хотя соревнования чисто мужские, Майя соглашается. Но отношения с Самантой мешают тренировкам. В день перед соревнованиями Майя и Саманта проводят вместе целый день, а вечером остаются вдвоём в гостинице.
Проспав на следующее утро, Майя едва успевает к игре. Разозлённый Марс вынужден в начале матча исправлять её ошибки, Майя никак не может сосредоточиться. Но постепенно она разыгрывается и показывает лучшее, на что способна. Однако по окончании соревнований Марса приглашают в настоящую команду, а Майю нет.
Марс уезжает, Саманта опять пропала, мать в алкогольном дурмане. Только поддержка подруг помогает Майе пережить всё это. Но вдруг приходит посылка. В ней — новая форма и приглашение в команду. Кто-то заметил игру Майи на соревнованиях, и большего счастья она ещё не испытывала. Собрав вещи, она уезжает в новый город, где её ждёт новая жизнь.

## Актерский состав
| В ролях          |  | Персонаж                  |
| ---------------- |  | ------------------------- |
| Эми Майндерхаут  |  | Майя                      |
| Десмонд Фейсон   |  | Марс                      |
| Сара Мари Тейлор |  | Саманта                   |
| Сэм Грос         |  | Мать Майи                 |
| Джени Хауэл      |  | Джесс, подруга            |
| Кертни Поузи     |  | Сара, подруга             |
| Дин Сейдек       |  | Зи́ма, партнёр по площадке |
| Кертни Поузи     |  | Мо, партнёр по площадке   |